# Guerres de l'histoire
Le terme « guerres de l'histoire » (en anglais, History Wars) désigne un débat majeur de l'historiographie australienne contemporaine. Le débat porte sur la manière dont doit être interprétée l'histoire de la colonisation de l'Australie par les Britanniques, et l'impact de cette colonisation sur les peuples autochtones aborigènes et les insulaires du détroit de Torrès.
La controverse oppose les historiens qui décrivent la colonisation comme un processus globalement pacifique, entaché de quelques « aberrations » (les actes de maltraitance à l'encontre d'Aborigènes), aux historiens qui au contraire décrivent une histoire profondément marquée par l'exploitation et la violence faite aux Aborigènes, des conflits violents entre colons et Aborigènes, voire une tentative d'ethnocide des premiers à l'encontre des seconds.
La controverse autour des « guerres de l'histoire » trouve sa place au sein des débats portant sur l'identité nationale australienne, mais aussi sur des questions méthodologiques à propos de la valeur et de la fiabilité des sources historiques écrites (par les autorités et les colons) et orales (émanant des Aborigènes). Le débat a également suscité des accusations de parti-pris idéologique dans l'interprétation des sources.

## La fin du «Grand Silence australien» et le début de la controverse
En 1968, le professeur William Stanner, anthropologue australien, parle pour la première fois de « Grand Silence australien » (en anglais : Great Australian Silence) lors d'un discours à la radio. Il emploie ce terme pour affirmer que la manière dont a été écrite l'histoire de l'Australie est, à ses yeux, incomplète. Selon Stanner, l'histoire du pays a, le plus souvent, été présentée de manière méliorative, et presque aucune place n'y a été accordée aux Aborigènes australiens. Stanner affirme qu'il y a là un processus structuré et délibéré qui a pour but et conséquence d'exclure « les centaines de milliers d'indigènes australiens qui ont vécu et sont morts » depuis 1788.
Une nouvelle approche émerge alors au sein de l'historiographie australienne, qui s'intéresse désormais de beaucoup plus près aux expériences subies par les indigènes australiens (Aborigènes et insulaires du détroit de Torres) en conséquence de l'arrivée des colons britanniques. À partir des années 1970, plusieurs historiens de gauche, tel Henry Reynolds, publient des ouvrages et articles destinés à corriger une historiographie australienne qui, jusque-là, a trop souvent mal représenté ou bien tout simplement ignoré l'histoire des Aborigènes. Un ouvrage de Reynolds publié en 1981, The other side of the frontier: Aboriginal resistance to the European invasion of Australia (De l'autre côté de la frontière : la résistance aborigène face à l'invasion européenne de l'Australie), marque un tournant dans l'historiographie australienne. Depuis cette date, l'inclusion des Aborigènes dans toute publication sur l'histoire australienne est devenue incontournable.
Cette démarche a suscité une réaction de la part des intellectuels de la droite conservatrice australienne, et plus particulièrement du magazine littéraire et politique Quadrant. Parmi eux, l'historien Geoffrey Blainey, qui en 1993 lance l'expression « vision de l'histoire à bandeau noir » (anglais : black armband view of history). Cette formulation a suscité un écho considérable parmi les sociologues, hommes politiques et intellectuels de droite. Ils l'ont employée pour accuser les historiens de gauche d'avoir écrit une histoire trop critique (à leurs yeux) de l'Australie, et d'être excessivement préoccupés par une volonté de deuil, de regret ou de honte. Cette critique venue de la droite s'est vue, à son tour, accusée de constituer une « vision de l'histoire avec un bandeau blanc sur les yeux » (anglais : white blindfold view of history).
Ces historiens conservateurs ont gagné en renommée à partir de 1996, date à laquelle le Premier ministre John Howard accède au pouvoir et apporte son soutien explicite à leurs prises de position. En 1996, Howard affirme :
« La vision 'à bandeau noir' de notre histoire reflète une croyance selon laquelle la majeure partie de l'histoire de l'Australie depuis 1788 n'aurait été qu'une histoire honteuse, faite d'impérialisme, d'exploitation, de racisme, de sexisme et d'autres formes de discrimination. »
Rejetant cette vision, Howard appelle au contraire les Australiens à être fiers de l'histoire de leur pays.
Dans son livre Why Weren't We Told? (Pourquoi ne nous a-t-on rien dit ?), en 1999, Henry Reynolds fait référence à nouveau au « Grand Silence australien », et à « un 'blocage mental' qui a empêché les Australiens d'accepter leur passé ». Il établit un contraste entre d'une part le silence qui a pesé pendant la majeure partie du XXe siècle sur l'histoire de la violence en Australie, et de l'autre le fait qu'au XIXe siècle cette violence était ouvertement admise :
« Les faits sont enregistrés dans les bibliothèques et les archives. Ils débordent de preuves de violence. Le message qu'ils nous adressent est irréfutable. Pour dissimuler la violence, il faut dissimuler l'histoire. Ce qui m'a le plus surpris dans les archives de l'Australie coloniale, c'est que la violence raciale est discutée franchement et ouvertement, ainsi que l'acceptation publique de cette violence signalée par ces discussions. Les journaux révèlent le plus. Particulièrement au Queensland, où beaucoup de petits journaux provinciaux ont débuté leurs publications au moment où la violence hantait encore le hinterland. Les gens discutaient sans réticence pour savoir comment 's'occuper des noirs', bien qu'il y ait toujours eu des débats et des désaccords. Invariablement, certains citoyens suggéraient la clémence. Mais il y avait aussi des journalistes et des correspondants sur la frontier qui parlaient ouvertement de leurs propres actes brutaux, et se vantaient de leur participation à des massacres, ou bien appelaient, depuis le confort de leur bureau, à que soient commises des atrocités. »
Reynolds cite de nombreux extraits de cette sorte, tirés de la presse, dont par exemple un article paru dans le Townsville Herald, dans le Queensland, en 1907. Il avait été écrit par un « pionnier » qui y décrivit sa participation à un massacre :
« Dans cette masse sauvage, courante, hurlante, il était difficile de ne pas abattre les femmes et les bébés, et il y avait des hommes dans le groupe de blancs qui détruisaient sans pitié tout ce qui avait la peau noire. [...] Certains diront peut-être que massacrer tout un campement pour avoir tué, peut-être, deux taureaux, c'est un meurtre de sang froid, mais chaque membre de la tribu doit être considéré coupable, et donc il serait impossible de faire le tri. [...] Je n'ai jamais appelé 'meurtrier' celui qui tue un nègre. On devrait les classer avec les serpents noirs et les vipères venimeuses, et les traiter en conséquence. »
Reynolds fit remarquer que la violence à l'encontre des Aborigènes, loin d'être cachée ou niée, était ouvertement discutée : « Cet article a été publié dans un quotidien d'une ville provinciale majeure en 1907, six ans après la fédération de l'Australie. L'auteur admet être coupable de meurtres en masse, sans être aucunement inquiété à l'idée qu’il pourrait être poursuivi en justice, ni même subir l'opprobre social. » Il récuse donc l'accusation de « vision de l'histoire à bandeau noir ».
À l'origine confiné essentiellement au milieu intellectuel universitaire, ce débat a ensuite débordé dans la presse. Les principaux quotidiens, tels The Sydney Morning Herald, The Australian et The Age, publient régulièrement des articles écrits par les tenants d'un bord ou de l'autre. Plus récemment, le débat a également porté sur le contenu des programmes d'histoire dans l'enseignement secondaire.
Deux camps se dessinent ainsi très distinctement, et correspondent chacun à une sensibilité politique ouvertement reconnue. Ainsi, le célèbre historien Manning Clark (de gauche), dont les écrits remontent à une période antérieure au début des « guerres de l’histoire », est catégorisé par Geoffrey Blainey comme étant néanmoins un participant à ces « guerres ». En 1993, Blainey affirme au sujet de Clark qu'il a « beaucoup fait pour propager une vision lugubre (gloomy) [de l'histoire australienne], mais aussi une vision empreinte de compassion, à travers son grand art de la prose et ses formulations tirées de l'Ancien Testament ».

## La question du génocide
La question de savoir si oui ou non la colonisation de l'Australie a eu pour conséquence un « génocide » à l'encontre de certains groupes aborigènes, et notamment des Aborigènes de Tasmanie, est l'un des aspects centraux du débat contemporain. Les points de vue des historiens divergent. Peut-on, par exemple, parler de « génocide » lorsque de grands nombres d'Aborigènes sont tués par les actions (souvent délibérées, parfois non) de colons, ou n'y a-t-il génocide que s'il y a eu une volonté délibérée d'exterminer en masse les Aborigènes ?
L'historien Henry Reynolds fait remarquer que les colons et leurs descendants employaient souvent des termes tels « extermination » et « extinction » lorsqu'ils parlaient des Aborigènes. L'emploi de ces termes se fit de diverses manières, parfois pour souhaiter la disparition des Aborigènes, parfois au contraire pour s'inquiéter au sujet de cette éventualité. Des journaux intimes écrits par des colons témoignent de massacres fréquents et même de « parties de chasse » commis à l'encontre des Aborigènes, souvent perçus comme des pestes à éradiquer plutôt que comme des êtres humains. Le politologue Kenneth Minogue, lui, suggère que parler de génocide n'est qu'une manifestation extrême du sentiment de culpabilité éprouvé par la société australienne contemporaine au sujet des méfaits commis par les générations précédentes.
Une autre approche à cette controverse a été le thème de « génocide culturel ». Colin Tatz (en) (1934-2019), professeur à l'université de Nouvelle-Galles du Sud, a ainsi fait remarquer qu'il a existé une politique ouvertement affirmée visant à faire « disparaître » les Aborigènes en tant que groupe culturel, linguistique et ethnique distinct et identifiable, à travers une tentative d'assimilation culturelle forcée. Les « Générations volées » furent la conséquence de cette politique.
En 2002, l'historien conservateur Keith Windschuttle (en) (1942-) publie le premier tome de son ouvrage The Fabrication of Aboriginal History (La Fabrication de l'histoire aborigène), dans lequel il se penche sur les conflits entre les Aborigènes et les colons en Tasmanie dans la première moitié du XIXe siècle. Windschuttle affirme qu'il n'existe pas assez de sources écrites sûres pour valider la thèse selon laquelle un grand nombre d'Aborigènes tasmaniens auraient subi une mort violente aux mains des colons.
L'ouvrage de Windschuttle provoque en réponse la publication de Whitewash: On Keith Windschuttle's Fabrication of Aboriginal History (Blanchiment: Au sujet de la fabrication de l'histoire aborigène par Keith Windschuttle), édité par Robert Manne (en) (1947-), professeur de sciences politiques à l'université La Trobe. Cet ouvrage provoque à son tour une contre-réponse: Washout: On the academic response to The Fabrication of Aboriginal History (Fiasco et effacement : au sujet de la réponse des universitaires à la Fabrication de l'histoire aborigène), par John Dawson. Les tenants des divers points de vue s'accusent les uns les autres de manque de rigueur méthodologique dans leur examen des sources, voire de manipulation délibérée de ces sources.

## Les Générations volées
En 1997 paraît le rapport intitulé Bringing Them Home (c'est-à-dire, « Comment les aider à revenir chez eux ? »), qui fait éclater au grand jour les détails des politiques qui furent le fondement des « générations volées », ainsi que les conséquences humaines désastreuses de ces politiques sur les enfants « volés ». Le rapport suscite un grand mouvement de compassion au sein de la population australienne, mais le gouvernement fédéral dirigé par John Howard remet en question la méthodologie des auteurs du rapport, et suggère que celui-ci dépeint une image excessivement négative de la situation.
Robert Manne, lui, insiste sur la vaste quantité de sources authentifiées qui corroborent les faits soulignés par le rapport, et accuse ses détracteurs de négationnisme.
Ce débat fut relancé une nouvelle fois début 2008 lorsque le premier ministre Kevin Rudd annonça que son gouvernement fédéral allait, le 13 février, présenter des excuses officielles et solennelles aux victimes des générations volées.

## Stuart Macintyre:The History Wars
En 2003, l'historien australien (de gauche) Stuart Macintyre publia avec Anna Clark un ouvrage intitulé The History Wars (Guerres de l'histoire). Il s'agit d'une étude de ce phénomène, de la part d'une historien qui admet y être lui-même impliqué, et qui ne cache donc pas ses positions. Le livre reçut le soutien public de l'ancien premier ministre Paul Keating, qui à cette occasion critiqua l'approche des conservateurs à l'historiographie australienne. Greg Melluish, professeur d'histoire à l'université de Wollongong, répondit en accusant Macintyre d'être un communiste. Keith Windschuttle ajouta que Macintyre avait « caricaturé » le point de vue de la droite. À l'inverse, Sir Anthony Mason, ancien président de la Cour suprême australienne, apporta son soutien à Macintyre, et affirma que The History Wars était « une étude fascinante des tentatives récentes visant à ré-écrire ou à ré-interpréter l'histoire de la colonisation européenne de l'Australie ».
Le terme de History Wars est maintenant largement répandu dans les discours des intellectuels (de tous bords) et des hommes politiques, ainsi que dans la presse. Les participants à ces « guerres » sont qualifiés de History Warriors (« guerriers de l'histoire »).

## Controverse au sujet du Musée national
En 2003, le gouvernement conservateur de John Howard établit une commission chargée de préparer un rapport sur le Musée national australien. La commission rapporta que l'histoire de l'Australie était présentée par le musée de manière incohérente, et que celui-ci accordait une place trop importante à l'histoire des minorités (tout particulièrement des Aborigènes) par rapport à la place accordée à l'histoire des réussites et inventions de la population blanche. Le rapport provoqua la colère d'historiens qui accusèrent le gouvernement d'ingérence politique dans les affaires d'un musée, et de volonté de ré-écrire l'histoire du pays pour en minimiser les aspects négatifs. Keith Windschuttle, lui, écrivit plusieurs articles pour défendre le rapport. La représentation de l'histoire nationale dans les musées était ainsi devenue un nouveau lieu de controverse et de confrontation entre les « guerriers de l'histoire ».

## «Guerres de l’histoire» et «guerre culturelle»
Les « guerres de l’histoire » sont souvent comparées, par les participants des deux bords ainsi que les observateurs extérieurs, à la « guerre culturelle » aux États-Unis. William Rubinstein, membre de l'institut britannique conservateur Social Affairs Unit, les a décrites comme « la guerre culturelle des antipodes ». Keith Windschuttle et d'autres participants conservateurs des « guerres de l’histoire » sont souvent qualifiés de « guerriers de la culture » (culture warriors),.
Le terme, à l'origine américain, de « guerre culturelle » est parfois employé comme synonyme de « guerres de l’histoire ». En 2006, Kevin Rudd accusa John Howard d'utiliser les guerres culturelles et de l'histoire pour détourner l'attention des Australiens de sujets plus importants; Windschuttle exprima son désaccord avec Rudd.
Depuis que Rudd a remplacé Howard à la tête du pays, fin 2007, et que des excuses ont été présentées aux Générations volées, une partie de la gauche a annoncé que « les guerres culturelles sont finies ; les guerres de l'histoire sont terminées ». Ce point de vue est généralement rejeté par la droite conservatrice.

## Consensus politiques
Malgré les controverses, certains aspects de l'histoire des violences faites aux Aborigènes ont fait l'objet de consensus politique. Ainsi, en l'an 2000, le parlement de Nouvelle-Galles du Sud a appelé les Australiens à ne pas oublier le massacre de Myall Creek, et a décidé de faire ériger un mémorial aux victimes. Cette décision reçut le soutien à la fois des députés travaillistes (gauche) et libéraux (droite). Une semaine et demie plus tôt, certains de ces mêmes députés du principal parti de droite et du principal parti de gauche avaient traversé ensemble le pont Harbour Bridge à Sydney, avec des centaines de milliers d'autres Australiens, lors de la National Sorry Day - journée qui permettait aux Australiens de présenter leurs excuses aux Aborigènes pour les crimes commis à leur encontre. Le premier ministre libéral John Howard, toutefois, n'y participa pas.
En janvier 2008, le premier ministre travailliste Kevin Rudd annonça que des excuses officielles seraient présentées aux Générations volées par le gouvernement fédéral, ce à quoi son prédécesseur John Howard s'était toujours refusé. Des personnalités du Parti libéral -dont Peter Costello et l'ancien premier ministre Malcolm Fraser- soutinrent la décision de Rudd,. Le chef du Parti libéral, Brendan Nelson, s'opposa initialement à tout « pardon » (sorry) officiel de la part du gouvernement, puis changea d'avis et y apporta lui aussi son soutien. À la suite d'une  réunion du parti, les Libéraux annoncèrent que le parti dans son ensemble soutenait officiellement la décision de Rudd. Le soutien de l'Opposition permit au premier ministre travailliste, le 13 février 2008, de présenter les excuses du Parlement dans son ensemble aux Générations volées, sur la base d'un consensus politique. John Howard demeura la principale voix discordante parmi les libéraux.

## Principaux «guerriers de l'histoire»
À ceux-ci, on pourrait ajouter les hommes politiques John Howard (droite) et Paul Keating (gauche), qui se sont ouvertement impliqués en soutenant publiquement les prises de position des historiens de leurs bords respectifs.

### À droite
- Geoffrey Blainey (historien)
- Keith Windschuttle (historien)

### À gauche
- Stuart Macintyre (historien)
- Robert Manne (politologue)
- Henry Reynolds (historien)
- Lyndall Ryan (historienne)

#### Droit international
- Peuple autochtone, Droit des peuples autochtones (Déclaration des Nations unies sur les droits des peuples autochtones)
- Terra nullius, Doctrine de la découverte, Néocolonialisme, Droit des peuples à disposer d'eux-mêmes

#### Études théoriques
- Études postcoloniales, Études décoloniales

## Sources et bibliographie

### Ouvrages

#### Par Stanner et ses «disciples», principalement de gauche
- STANNER, W.E.H. (éd.), (1979). « After the Dreaming » in White Man Got No Dreaming: Essays 1938-1973,  (ISBN 0-7081-1802-X)
- REYNOLDS, Henry (1981). The other side of the frontier : Aboriginal resistance to the European invasion of Australia,  (ISBN 0-14-022475-0)
- RYAN, Lyndall (1981). The Aboriginal Tasmanians,  (ISBN 0-7022-1903-7) (2e édition en 1996:  (ISBN 1-86373-965-3))
- REYNOLDS, Henry,
  - (1989), Dispossession: Black Australia and white invaders,  (ISBN 1-86448-141-2)
  - (1998), This whispering in our hearts,  (ISBN 1-86448-581-7)
  - (2000), Why Weren't We Told?,  (ISBN 0-14-027842-7)
  - (2001), An indelible stain?: the question of genocide in Australia’s history,  (ISBN 0-670-91220-4)
- MACINTYRE, Stuart & CLARK, Anna (2003). The History Wars,  (ISBN 0-522-85091-X)
- MANNE, Robert (éd.), (2003). Whitewash. On Keith Windschuttle's Fabrication of Aboriginal History,  (ISBN 0-9750769-0-6)
- ATTWOOD, Bain (2005). Telling The Truth About Aboriginal History,  (ISBN 1-74114-577-5)

#### Réaction des historiens conservateurs
- WINDSCHUTTLE, Keith,
  - (1994), The Killing of History: How a Discipline is being Murdered by Literary Critics and Social Theorists,  (ISBN 1-893554-12-0)
  - (2002), The Fabrication of Aboriginal History, Volume One: Van Diemen's Land 1803-1847,  (ISBN 1-876492-05-8)
- DAWSON, John (2004). Washout: On the academic response to The Fabrication of Aboriginal History,  (ISBN 1-876492-12-0)

### Articles

#### Gauche
- TATZ, Colin, « Genocide in Australia », 1999
- FOSTER, S.G. « Contra Windschuttle », Quadrant, mars 2003
- « History Wars Special »: recueil d'articles (essentiellement par des auteurs « de gauche ») traitant d'aspects des « guerres de l'histoire », dans le Sydney Morning Herald
- KEATING, Paul, « Keating's 'History Wars' », Sydney Morning Herald, 5 septembre 2003
- MACINTYRE, Stuart « Who plays Stalin in our History Wars? », Sydney Morning Herald, 17 septembre 2003
- MANNE, Robert « The cruelty of denial », The Age, 9 septembre 2005

#### Droite
- WINDSCHUTTLE, Keith, « How not to run a museum », Quadrant, septembre 2001
- WINDSCHUTTLE, Keith, « Postmodernism and the Fabrication of Aboriginal History », 30 mai 2007
- SWITZER, Tom, « Conservatives Are No Longer Losing the Culture Wars », Quadrant, octobre 2007

#### Publications gouvernementales (sous le gouvernementHoward)
- McKENNA, Mark, « Different Perspectives on Black Armband History: Research Paper 5 1997-98 », bibliothèque du Parlement australien, 10 novembre 1997
- « Debates on Genocide - Part One, Debates on 'Genocide' in Australian History », ministère de l'Éducation
- « Debates on Genocide - Part Two, Debates on 'Genocide' in Australian History », ibid

#### Synthèse en français
- RODD, Adrien, « Sortir de l’oubli ? Réflexion sur la politisation de l’histoire nationale australienne », in LOUÂPRE, Muriel et alii (dir.), revue Écrire l’histoire, n°13-14, 2014,  (ISBN 978-2-271-08208-4)

### Radio
- « Authors in history debate » : débat entre Stuart Macintyre et Keith Windschuttle, Lateline, Australian Broadcasting Corporation, 3 septembre 2003
- « Museum review attracts historians' ire », Lateline, Australian Broadcasting Corporation, 15 juillet 2003